# Gojira-Minira-Gabara: Ōru Kaijū Daishingeki
Gojira-Minira-Gabara: Ōru Kaijū Daishingeki (ゴジラ・ミニラ・ガバラ　オール怪獣大進撃?   lit. Godzilla, Minilla, Gabara. Gran marcha de todos los kaiju), conocida en España como La isla de los monstruos, es una película de fantasía y ciencia ficción japonesa de 1969 dirigida por Ishiro Honda. Es la décima película de Godzilla, tercera de Minilla, segunda de Kamacuras, segunda de Ebirah y primera y única de Gabara (un kaiju que existe solo en sueños de un niño).
La película es dirigida para el público menor.

## Argumento
La película cuenta la historia de un niño pequeño y débil, llamado Ichiro (Tomonori Yazaki). A pesar de que el chico tiene una gran imaginación, se siente muy solo. Cada día regresa a la casa vacía, ya que sus padres vuelven del trabajo muy tarde. Los niños mayores que él le hacen bullying. Un chico apodado Gabara es especialmente cruel con él. Ichiro se imagina que en la Isla de los Monstruos el hijo de Godzilla, Minilla se encuentra en la misma situación que él mismo, o sea sufriendo el acoso de un monstruo llamado Gabara.
Un día en una fábrica abandonada ve a unos ladrones que habían robado un banco. Gracias a sus aventuras imaginarias de la Isla de los Monstruos, le entra la valentía para ayudar a atrapar a los criminales y luego para enfrentarse contra su acosador. Cuando lo hace, sus colegas sienten más respeto hacia él y sus padres dejan de preocuparse por él, ya que ahora ya no es tan débil como lo era antes.

## Reparto
- Tomonori Yazaki como Ichiro Mitsuki.[2]
- Kenji Sahara como Kenichi Mitsuki.[2]
- Machiko Naka como Tamiko Mitsuki.[2]
- Hideyo Amamoto como Shinpei Minami.[2]
- Sachio Sakai como Sembayashi.[2]
- Kazuo Suzuki como Okuda.[2]
- Junichi Ito como Gabara, el chico.[2]
- Hidemi Ito como Sachiko.[2]
- Haruo Nakajima como Godzilla.[2]
- Marchan the Dwarf como Minilla.[2]

- Midori Uchiyama como la voz de Minilla.

- Yasuhiko Kakuyuki como Gabara, el monstruo.[2]